# Notacja naukowa
Notacja naukowa lub postać wykładnicza – sposób przedstawiania liczby rzeczywistej, szczególnie przydatny dla bardzo dużych lub bardzo małych liczb (tj. bardzo bliskich zeru). Stosowana w literaturze matematycznej, technicznej i naukowej, wszędzie tam, gdzie przedstawianie liczb w postaci dziesiętnej wymagałoby użycia dużej liczby cyfr. Jego odmianą jest zapis zmiennoprzecinkowy pozwalający reprezentować liczby w pamięci komputerów i kalkulatorów, implementowany w niektórych programach komputerowych.

## Formy zapisu
Notacja naukowa jest odmianą zapisu dziesiętnego niezerowej liczby rzeczywistej pozwalającą umieszczać separator dziesiętny zawsze za pierwszą znaczącą cyfrą (co wyklucza liczbę 0).
Uwaga: Pojęcia mantysy i cechy są tu używane w innym znaczeniu niż opisane w artykule podłoga i sufit.

### Notacja naukowa
Zapis liczby składa się z następujących elementów:
- znak liczby (jeśli liczba jest ujemna to minus „−”, jeśli dodatnia to brak znaku lub plus „+”);
- mantysa znormalizowana, czyli liczba z cyframi liczby oryginalnej mieszcząca się w przedziale prawostronnie otwartym [1,10);
- mała lub wielka litera E;
- wykładnik (liczba całkowita) – jeśli wykładnik jest liczbą ujemną, to poprzedza się go znakiem „−” (minus), jeśli natomiast jest liczbą dodatnią, to opcjonalnie można poprzedzić go znakiem „+” (plus). Ten element zwany jest też cechą (dziesiętną).

Wartość liczby rzeczywistej zapisanej w notacji naukowej można odczytać, stosując się do poniższego wzoru:
{\displaystyle x=M\cdot 10^{E},}
gdzie:
{\displaystyle M} (ang. mantissa) – mantysa,
{\displaystyle E} (ang. exponent) – wykładnik (cecha).
UwagaWyrażenia w rodzaju 0⋅105, 0⋅10−2 aczkolwiek mają wartość 0, nie są jednak zapisem spełniającym warunki definicji notacji naukowej – mantysa nie może być mniejsza od 1.

### Postać wykładnicza
Postać wykładnicza to zapis liczby bezpośrednio w formie iloczynu postaci:
{\displaystyle \pm M\cdot 10^{E},}
gdzie:
{\displaystyle M} jest mantysą znormalizowaną do przedziału [1,10),
{\displaystyle E} jest wykładnikiem całkowitym.

### Postać inżynierska
Pewną modyfikacją postaci wykładniczej jest postać inżynierska. Wyróżnia się ona tym, że wykładnik musi być wielokrotnością liczby 3. Konsekwencją tego ograniczenia jest konieczność normalizowania mantysy do przedziału [1,1000). Dzięki takiej konwencji łatwo można skojarzyć wykładnik z odpowiednim przedrostkiem SI.

## Przykłady
| liczba  | notacja naukowa | postać wykładnicza | postać inżynierska | postać inżynierska (uproszczona) |
| ------- | --------------- | ------------------ | ------------------ | -------------------------------- |
| 0,1     | 1E−1            | 1⋅10−1             | 100⋅10−3           | 100 mili                         |
| 1       | 1E0             | 1⋅100              | 1⋅100              | 1                                |
| 10      | 1E1             | 1⋅101              | 10⋅100             | 10                               |
| 123     | 1,23E2          | 1,23⋅102           | 123⋅100            | 123                              |
| 98765   | 9,8765E4        | 9,8765⋅104         | 98,765⋅103         | 98,765 kilo                      |
| 0,045   | 4,5E−2          | 4,5⋅10−2           | 45⋅10−3            | 45 mili                          |
| 0,00045 | 4,5E−4          | 4,5⋅10−4           | 450⋅10−6           | 450 mikro                        |